# Daniel Emilfork
Daniel Emilfork, eigentlich Daniel Zapognikof (* 7. April 1924 in San Felipe, Chile; † 17. Oktober 2006 in Paris) war ein chilenisch-französischer Schauspieler.

## Leben
Daniel Emilfork wurde in Chile geboren, wohin seine Eltern, russische Juden, vor Pogromen aus Odessa geflüchtet waren. Nach ersten Erfolgen als Schauspieler ging er im Alter von 25 Jahren nach Europa und ließ sich in Frankreich nieder, da er sich in Chile wegen seiner Homosexualität strafrechtlichen Verfolgungen ausgesetzt sah.
1955 debütierte Emilfork neben Jean Marais und Brigitte Bardot in dem Film Futures Vedettes (deutscher Titel: Reif auf jungen Blüten) von Marc Allégret vor der Kamera. Es folgten bis in die 2000er-Jahre hinein unzählige weitere Arbeiten in verschiedenen Filmgenres. Dabei wurde er überwiegend in komödiantischen Rollen eingesetzt oder er verkörperte negative Charaktere, dies nicht zuletzt auch aufgrund seiner außergewöhnlichen Physiognomie. In Deutschland wurde Emilfork durch die Ulkserie Klimbim von Michael Pfleghar bekannt, in der er in einigen Folgen mitwirkte. Schon vorher war er gastweise in zwei Episoden der Serie Graf Yoster gibt sich die Ehre zu sehen gewesen.
Daniel Emilfork wurde wiederholt von Jürgen Thormann synchronisiert, so als Krank in Die Stadt der verlorenen Kinder und den Klimbim-Gastauftritten sowie einer Folge von Zwei himmlische Töchter. Weitere Synchronsprecher Emilforks waren unter anderem Harry Wüstenhagen, Klaus Miedel und Balduin Baas.

## Filmografie (Auswahl)
- 1955: Reif auf jungen Blüten (Futures vedettes)
- 1955: Das Mädchen vom 3. Stock (Sophie et le crime)
- 1956: Der Glöckner von Notre Dame (Notre Dame de Paris)
- 1957: Spione am Werk (Les Éspions)
- 1957: Spuren in die Vergangenheit (Sait-on jamais?)
- 1958: Die Abenteuer des kleinen Remi (Sans famille)
- 1958: Kommissar Maigret stellt eine Falle (Maigret tend un piège)
- 1959: Les Tripes au soleil
- 1959: Rififi bei den Frauen (Du rififi chez les femmes)
- 1960: Die Spur führt nach Caracas (Le bal des espions)
- 1961: Oberst Strogoff (Le triomphe de Michel Strogoff)
- 1963: Der dunkelgrüne Koffer (Ballade pour un voyou)
- 1963: Eddie wieder colt-richtig (Des frissons partout)
- 1963: O.S.S. 117 greift ein (OSS 117 se déchaîne)
- 1963: Ein Schloß in Schweden (Château en Suède)
- 1964: Mord am Canale Grande (Voir Vénise… et crever)
- 1965: Was gibt’s Neues, Pussy? (What‘s new Pussycat?)
- 1965: Lady L
- 1965: L – Der Lautlose (The Liquidator)
- 1966: Trans-Europ-Express
- 1967: Lotosblüten für Miss Quon
- 1968: Graf Yoster gibt sich die Ehre – Wie macht man einen Krimi? (Fernsehserie, 1 Folge)
- 1970: Jumbo – Ein Elefantenleben
- 1970: Allô Police (Fernsehserie, 1 Folge)
- 1970: Rendez-vous à Badenberg (Fernsehserie, 10 Folgen)
- 1971: The Devil’s Nightmare (Au service du diable)
- 1972: Kill!
- 1972: Reisen mit meiner Tante (Travels with my Aunt)
- 1974: Graf Yoster gibt sich die Ehre – Der Schein trügt (Fernsehserie, 1 Folge)
- 1976: Fellinis Casanova (Il Casanova di Federico Fellini)
- 1978: Zwei himmlische Töchter – Ein Sarg nach Leech (Fernsehserie, 1 Folge)
- 1978: Klimbim
- 1978: Die Schlemmer-Orgie (Who Is Killing the Great Chefs of Europe?)
- 1980: Porporino
- 1980: Susi – Auf der Suche nach Anna (Fernsehserie, 1 Folge)
- 1982: Die verrücktesten 90 Minuten vor Christi Geburt (Deux heures moins le quart avant Jésus-Christ)
- 1983: Die schöne Gefangene (La belle captive)
- 1986: Piraten (Pirates)
- 1987: Riviera
- 1992: Im ersten Kreis der Hölle (The First Circle)
- 1993: Artcore oder Der Neger
- 1994: Taxandria
- 1995: Die Stadt der verlorenen Kinder (La cité des enfants perdus)
- 2000: Les frères Sœur
- 2005: Les rois maudits
- 2007: Faut que ça danse!